# Veliki Brebrovnik
Veliki Brebrovnik este o localitate din comuna Ormož, Slovenia, cu o populație de 244 de locuitori.